# Kamszisz
Kamszisz (arab. كمشيش) – miejscowość w Egipcie, w muhafazie Al-Minufijja. W 2006 roku liczyła 15 278 mieszkańców.